# NGC 4076
NGC 4076是一个位于后发座的螺旋星系，距离地球2.9亿光年，1785年4月27日由威廉·赫歇爾发现，属于NGC 4065星系群。NGC 4076属于LINER星系。
人们在NGC 4076中观测到两颗Ia超新星。2006年12月24日观测到SN 2007M，2011年4月1日观测到SN 2011bc。